# Beach ultimate
Il Beach Ultimate è la variante da spiaggia dell'Ultimate.

## Regolamento
1. Il campo -- Il campo da Beach Ultimate è 75 m di lunghezza per 25 m di larghezza. Le aree di meta sono di 15 m di lunghezza ciascuna.
2. Inizio del gioco -- Una moneta (o un frisbee) determina quale sarà la squadra a cominciare in attacco e quale in difesa. Entrambe le squadre si allineano all'interno delle proprie aree di meta. La squadra in difesa lancia il disco alla squadra in attacco ed il gioco comincia.
3. Movimento del disco e dei giocatori -- Il disco può essere lanciato/passato tra i giocatori della propria squadra in qualunque direzione. I giocatori non possono correre con il disco in mano.
4. Possesso del disco -- Il giocatore con il disco in mano ha a disposizione 10 secondi per passare il disco ad un proprio compagno di squadra. Il difensore che sta marcando il giocatore con il disco conta il tempo a voce alta: "stall-in-one, two, three...".
5. Cambio del possesso del disco -- In caso di un cambio la difesa prende immediatamente possesso del disco e passa in attacco. Il cambio del possesso del disco avviene quando:
  1. il disco tocca per terra (anche a causa dell'intervento di un giocatore avversario)
  2. il disco è stato preso fuori dal campo
  3. il disco è stato intercettato da un giocatore avversario
6. Segnare -- Si segna un punto quando, in seguito ad un passaggio eseguito da un compagno di squadra, un giocatore prende il disco al volo all'interno dell'area di meta avversaria.
7. Continuazione del gioco -- Dopo che viene segnato un punto entrambe le squadre si allineano all'interno delle proprie aree di meta come all'inizio del gioco. La squadra che ha segnato lancia il disco alla squadra avversaria.
8. Sostituzione dei giocatori - Un giocatore può essere sostituito dopo che è stato segnato un punto, quando le squadre sono all'interno delle proprie aree di meta, o in caso di infortunio. Nessun altro tipo di sostituzione può essere effettuata mentre il gioco è in corso.
9. Proibito il contatto fisico -- Beach Ultimate è uno sport senza contatto. Si assegna un fallo in caso di contatto.
10. Niente arbitro -- Tutti i falli sono auto-arbitrati dai giocatori coinvolti nel fallo stesso.